# Cyclostrema
Cyclostrema là một chi ốc biển, là động vật thân mềm chân bụng sống ở biển trong họ Liotiidae.

## Các loài
Các loài trong chi Cyclostrema gồm có:
- Cyclostrema amabile (Dall, 1889)[2]
- Cyclostrema bibi Espinosa, Ortea, Fernandez-Garcés & Moro, 2007[3]
- Cyclostrema bushi Dautzenberg & H. Fisher, 1906[4]
- Cyclostrema cancellatum Marryat, 1818[5]
- Cyclostrema cingulatum Philippi, 1853[6]
- Cyclostrema cinguliferum A. Adams, 1850[7]
- Cyclostrema exiguum Philippi, 1849[8]
- Cyclostrema gravieri Lamy, 1909[9]
- Cyclostrema huesonicum (Dall, 1927)[10]
- Cyclostrema micans A. Adams, 1850[11]
- Cyclostrema pentegoniostoma Carpenter, 1856[12]
- Cyclostrema pompholyx (Dall, 1889)[13]
- Cyclostrema smithi Dautzenberg & Fischer, 1897
- Cyclostrema subexcavatum Tryon, 1888
- Cyclostrema tortuganum (Dall, 1927)[14]
- Cyclostrema virginiae Jousseaume, 1872[15]

Species brought into synonymy
- Cyclostrema areolatum Sars, 1878: synonym of Skenea areolata (Sars, 1878)
- Cyclostrema biporcata A. Adams, 1863: synonym of Pygmaerota biporcata (A. Adams, 1863)
- Cyclostrema fuscopiperata Turton, 1932: synonym of Peasiella fuscopiperata (Turton, 1932)
- Cyclostrema iheringi Dautzenberg & H. Fischer, 1897: synonym of Retigyra iheringi (Dautzenberg & H. Fischer, 1897)
- Cyclostrema messanensis Seguenza, 1876: synonym of Moelleriopsis messanensis (Seguenza, 1876)
- Cyclostrema normani Dautzenberg & H. Fischer, 1897: synonym of Moelleriopsis normani (Dautzenberg & H. Fischer, 1897)
- Cyclostrema ponsonbyi Dautzenberg & H. Fischer, 1897: synonym of Skenea ponsonbyi (Dautzenberg & H. Fischer, 1897)
- Cyclostrema richardi Dautzenberg & H. Fischer, 1896: synonym of Moelleriopsis richardi (Dautzenberg & H. Fischer, 1896)
- Cyclostrema rugulosa Sars, 1878: synonym of Skenea rugulosa (Sars, 1878)
- Cyclostrema turgidum Odhner, 1912: synonym of Lissospira turgida (Odhner, 1912)